# 悪魔が最後にやってくる!
『悪魔が最後にやってくる!』（あくまがさいごにやってくる!、原題：Holocaust 2000）は、1977年に公開されたイタリア／イギリス合作のオカルトサスペンス映画。102分、カラー。日本公開は1979年。

## あらすじ
国際的な建設会社の社長ロバート・ケインはサハラ砂漠に巨大な原子力発電所の建設を計画しており、建設予定地に政治家らを招く。
ケインは彼らに同行していた大使館の広報官兼ジャーナリストのサラ・ゴランに目を止め、現場近くの洞窟へと案内する。
そこには、「IESUS」という文字が刻まれた遺跡があった。
サラはこの遺跡が、古代のキリスト教団が予言した場所だと話す。
一方、原発の建設予定地のある地域や、会社のあるロンドンでは建設に反対する声が上がっており、ケインの妻にして建設会社の一族の娘であるエヴァもまた原発の建設に反対していた。
ある日、会社で開かれたパーティー会場にてケインが襲われる事件が発生する。その場にいたケインとエヴァの子エンジェルの活躍によりケインは無事だったが、近くにいたエヴァが殺される。
一方、ケインは偶然出会った神父から反キリストの話を聞き、サラが洞窟で撮影した写真に奇妙なものが映っていたことに気づく。また、周囲で原発に反対する者達がしんでいったことから、ケイン自身もまた原発建設に疑問を抱くようになる。一方、エンジェルは原発建設に向けて動いていた。
その後、ケインは再会したサラと同棲する。やがてサラは身ごもるが、神父からサラの中の胎児が悪魔であると告げられる。
ケインはサラを堕胎させようとして失敗する。
そして、エンジェルが悪魔の子だと知ったケインは計画を止めようとするが、エンジェルの反撃に遭い精神病院送りとなる。それでも、ケインは何とか病院から抜け出し、爆弾を手に原発に突っ込む。

## スタッフ
- 監督：アルベルト・デ・マルチーノ
- 製作：エドモンド・アマティ
- 脚本：セルジオ・ドナティ、アルベルト・デ・マルチーノ、マイケル・ロブソン
- 撮影：エンリコ・メンツァー
- 音楽：エンニオ・モリコーネ

## キャスト
- ロバート・ケイン - カーク・ダグラス
- エヴァ - ヴァージニア・マッケナ
- エンジェル - サイモン・ウォード
- サラ・ゴラン - アゴスティーナ・ベリ
- グリフィス - アンソニー・クエイル
- アーネスト・メイヤー教授 - アレクサンダー・ノックス
- 司祭 - ロモロ・ヴァリ
- ハービン首相 - スピロス・フォーカス
- 殺し屋- マッシモ・フォッシ